# Stephania Haralabidis
Stephania Haralabidis (* 19. Mai 1995) ist eine Wasserballspielerin aus den Vereinigten Staaten, die bis 2015 für Griechenland antrat. Sie gewann bis 2021 je einen Titel bei Olympischen Spielen, bei Panamerikanischen Spielen sowie bei Weltmeisterschaften.

## Sportliche Karriere
Stephania Haralabidis ist Tochter eines Griechen und einer Amerikanerin. Sie war mit der griechischen Auswahl 2011 Sechste und 2015 Fünfte bei den Juniorenweltmeisterschaften. Auch im Erwachsenenbereich wurde sie in der griechischen Nationalmannschaft eingesetzt. Nach ihrem Wechsel bestritt sie Ende 2017 erstmals ein Länderspiel in der Nationalmannschaft der Vereinigten Staaten.
2019 gewann sie mit dem US-Team zunächst den Titel bei den Weltmeisterschaften 2019 in Gwangju, wo das US-Team im Finale auf die Spanierinnen traf, die Amerikanerinnen siegten mit 11:6. Haralabidis erzielte im Turnierverlauf zwölf Tore. Unmittelbar im Anschluss an die Weltmeisterschaften siegten die frischgebackenen Weltmeisterinnen auch bei den Panamerikanischen Spielen 2019 in Lima. Hier warf sie 22 Tore.
Bei den 2021 ausgetragenen Olympischen Spielen in Tokio trafen die Mannschaften aus den Vereinigten Staaten und aus Spanien einmal mehr im Finale aufeinander, die Amerikanerinnen siegten mit 14:5. Haralabidis warf im Turnierverlauf 13 Tore.
Stephania Haralabidis besuchte zusammen mit ihrer Zwillingsschwester Ioanna die Corona Del Mar High School in Newport Beach. Danach wechselten die Schwestern an die University of Southern California, mit deren Mannschaft USC Trojans gewannen sie 2016 den Titel der National Collegiate Athletic Association. 2017 endete Stephanias viertes Jahr bei den Trojans, für die sie in den vier Jahren 269 Tore warf. Nach ihrem Studium wurden beide Schwestern Profis und spielten in Griechenland für Ethnikos Piräus.